# George Henry Corliss
George Henry Corliss, född den 2 juni 1817 i Easton, New York, död den 21 februari 1888 i Providence, Rhode Island, var en amerikansk ingenjör och uppfinnare. 

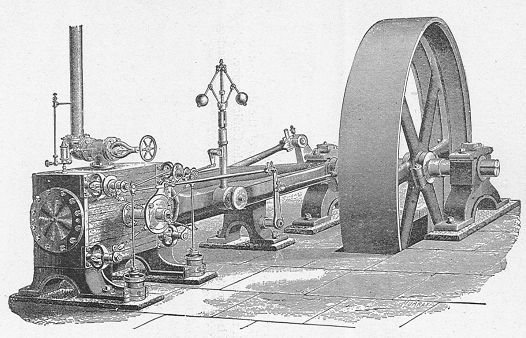
Corliss ångmaskin

Corliss ägnade sig maskinteknik. År 1849 förbättrade han ångmaskinskolven (Corliss ångmaskin). Corliss grundade en fabrik for ångmaskiner. Han tilldelades Rumfordpriset 1869.
Corliss är begravd på Swan Point Cemetery i Providence.